# The Wizard of the Kremlin
The Wizard of the Kremlin (Alternativtitel: Le mage du Kremlin) ist ein Thriller von Olivier Assayas. In dem Film, einer Adaption des gleichnamigen Debütromans und Bestsellers von Giuliano da Empoli, sind Jude Law als Wladimir Putin und Paul Dano als sein junger Berater zu sehen. Der Film soll Ende August 2025 bei den Internationalen Filmfestspielen von Venedig seine Premiere feiern, wo er im Hauptwettbewerb um den Goldenen Löwen gezeigt wird.

## Handlung
Der junge russische Filmemacher Wadim Baranow wird zum Berater von Wladimir Putin, der im postsowjetischen Russland an die Macht kommt und sich durch die Komplexität und das Chaos der neuen Ära navigiert.

## Produktion

### Filmstab und Besetzung
Der Film basiert auf einem gleichnammigen Roman von Giuliano da Empoli. In diesem stellt der italienisch-schweizerische Schriftsteller und Politikwissenschaftler den russischen Präsidenten Wladimir Putin als eine Art Zar und seinen Berater Wadim Baranow als eine Art Rasputin dar. Baranow ist Putins früherem Chefberater Wladislaw Surkow nachempfunden, der von 2013 bis 2020 im Kreml wirkte und oft als „dritter Mann im Staat“ bezeichnet wurde. Im Jahr 20222 wurde Da Empolis Roman in Frankreich mit dem Literaturpreis der Académie française ausgezeichnet und war Finalist bei der Vergabe des Prix Goncourt.

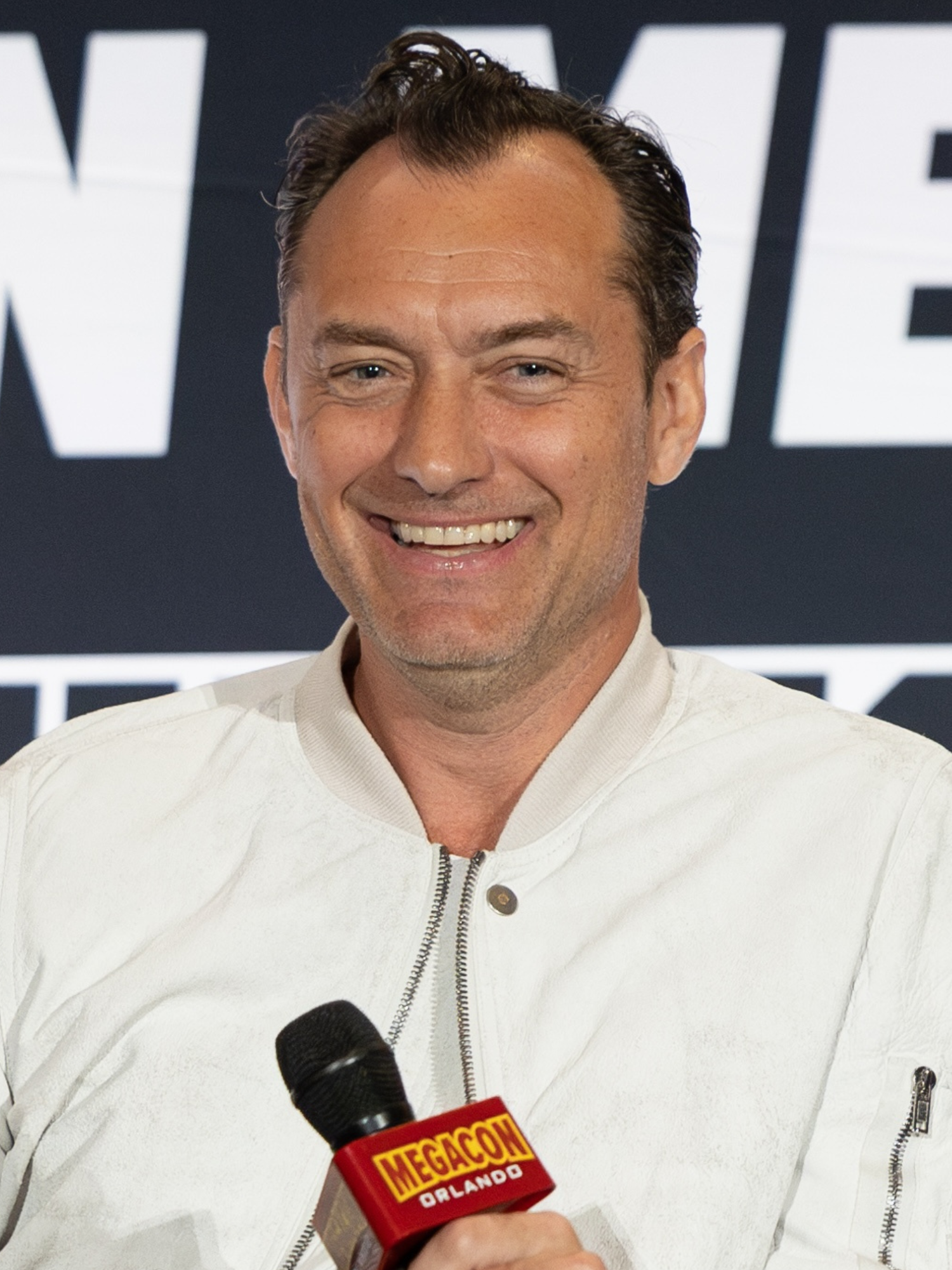
Jude Law spielt Wladimir Putin

Regie führte Olivier Assayas, der gemeinsam mit Emmanuel Carrère auch das Drehbuch schrieb. Mit Filmeditorin Marion Monnier arbeitete Assayas zuletzt für Hors du temps zusammen.
Jude Law, spielt Wladimir Putin. Paul Dano spielt seinen jungen Politberater Wadim Baranow. Alicia Vikander, die mit Assayas für die Fernsehserie Irma Vep zusammenarbeitete, sowie Zach Galifianakis, Jeffrey Wright und Tom Sturridge gehören ebenfalls zum Ensemble. Das Casting übernahm Antoinette Boulat.

### Szenenbild und Dreharbeiten
Das Szenenbild stammt vom BAFTA-nominierten François-Renaud Labarthe, bekannt für seine Arbeit an High Life, Assayas' Personal Shopper und IO.
Die Dreharbeiten fanden zwischen Januar und März 2025 in der lettischen Hauptstadt Riga statt. Als Kameramann fungierte Yorick Le Saux, mit dem Assayas ebenfalls bereits für Irma Vep und Personal Shopper zusammenarbeitete.

### Veröffentlichung
Die Premiere des Films ist am 31. August 2025 bei den Internationalen Filmfestspielen von Venedig geplant. Im September 2025 wird er beim Toronto International Film Festival gezeigt. Ein regulärer Kinostart in Frankreich unter dem Titel Le mage du Kremlin ist am 21. Januar 2026 im Verleih von Gaumont vorgesehen.

## Auszeichnungen
Internationale Filmfestspiele von Venedig 2025
- Nominierung für den Goldenen Löwen